# Klímaprognózis
Az emberi tevékenység hatással van a Föld éghajlatára, ennek mértéke azonban vita tárgya. Több elmélet és prognózis készült a klímaváltozás jövőjéről.

## Andrew Marshall
Andrew Marshall nevéhez fűződik az egyik legfrissebb elmélet, mely a Pentagon-tanulmány néven vonult be a köztudatba. A jelentésben a közeljövőben olyan erős felmelegedésre számíthatunk, mely teljesen átrajzolja a Föld térképét. Sárgára, azaz a homok színére. Máshol fehérre. A magyarázat a Golf-áramlat vélt megváltozásában keresendő. Ez globális felmelegedést okozna - kezdetben -, az Antarktisz jégtömbjeinek a megolvadásával. Az olvadás viszont - az óceán vizének sótartalmát csökkentve - a Golf-áramlat irányának és intenzitásának ismételt változásához vezetne, ami viszont lehűlést, eljegesedést vonna maga után. Európára eljegesedés várna, ami - a tanulmány szerint - új érdekszövetségek kialakulásával és a túlélés érdekében vérremenő harcokkal járna. 
Marshall szerint minderre 2010 körül számíthatunk, ami már nem aktuális.

## Zágoni Miklós
Zágoni Miklós nem ennyire borúlátó, szerinte a fent leírt Golf-változáshoz 2-3 fokos felmelegedés szükséges, ami szerinte csupán 2030-2050 körül következhet be. A Golf második lépésként prognosztizált leállását még kevésbé tartja valószínűnek. Szerinte a felmelegedés a Golf-áramlatot többféleképpen is módosíthatja, legalábbis alternatív forgatókönyvek léteznek. 

## Ausztrál tudósok
Más elmélettel rukkoltak elő az ausztrál tudósok, mely szerint egyáltalán nem lesz felmelegedés sem, vagy nem olyan mértékű lesz, ami az előző forgatókönyveket hitelessé tenné. Állításuk szerint ugyanis a Föld felszínét egyre kevesebb napsugárzás éri. Ezt a jelenséget a légköri szennyezettség és felhősödés növekvő mértéke idézi elő, mintegy negatív visszacsatolásként, mely az egyensúlyából kibillenő rendszer paramétereit korrigálja. 